# Otto Andreas Schreiber
Otto Andreas Schreiber (* 30. November 1907 in Deutsch Cekzin, Provinz Westpreußen; † 27. Februar 1978 in Dormagen) war ein deutscher Maler und Zeichner, der sich in den 1930er Jahren für die Anerkennung des Expressionismus im Nationalsozialismus eingesetzt hat.

## Leben
Otto Andreas Schreiber wurde als zweites von acht Kindern eines Lehrers geboren. Er besuchte  das Gymnasium in Konitz bis zur Vertreibung der Familie aus dem polnischen Korridor und schloss dann das Abitur in Deutsch Krone ab. Zwischen 1927 und 1931 studierte er Malerei an den Kunstakademien in Breslau, Königsberg und Berlin, unter anderem bei Oskar Moll, Otto Mueller und Alexander Kanoldt.

### Wirken im Nationalsozialismus
Schreiber, seit 1932 Mitglied der NSDAP, organisierte am 17. Februar 1933 eine gewaltsame Aktion von SA-Mitgliedern gegen die Staatliche Kunstschule in Berlin-Schöneberg, bei der Direktor Heinrich Kamps und drei weitere Professoren aus dem Haus gejagt und jüdische Studenten misshandelt wurden.
Am 29. Juni 1933 versuchte Schreiber bei der Kundgebung „Jugend kämpft für deutsche Kunst“ in einer Rede, die Expressionisten, die Maler der Brücke und des Blauen Reiters als die Kunst des „neuen Deutschland“ zu etablieren und erteilte damit dem Provinzialismus der bisherigen, überwiegend vom Kampfbund für deutsche Kultur getragenen Kulturpolitik von Alfred Rosenberg eine Absage. Dabei wandte sich Schreiber gegen  die dreihundert Greise des Kampfbundes um Alfred Rosenberg, die in einem von der Jugend getragenen Staat darüber zu bestimmen beginnen, welche Kunstwerke abgekratzt und welche Kunstwerke verbrannt werden sollen. Er bezog sich auf die mit der Vernichtung der Werke von Charles Crodel in Bad Lauchstädt, die im Sommer mit der Bücherverbrennung einhergingen. Der gleiche Vernichtungsvorgang wiederholte sich noch einmal 1936 in Halle/Saale als Antwort auf Ferdinand Möller's Berliner Ausstellung 30 Deutsche Künstler.
Zusammen mit Fritz Hippler und Hans Weidemann vom Nationalsozialistischen Deutschen Studentenbund organisierte er im Juli 1933 die Ausstellung 30 Deutsche Künstler mit Bildern von u. a. Emil Nolde in der Berliner Galerie von Ferdinand Möller. Die Ausstellung wurde nach 3 Tagen von Reichsinnenminister Wilhelm Frick geschlossen, die Organisatoren Hippler und Schreiber aus dem NS-Studentenbund ausgeschlossen. Nach einer Intervention über Walther Funk bei Joseph Goebbels wurde die Ausstellung nach einigen Tagen wieder freigegeben. Der NS-Studentenbund durfte aber nicht mehr als Veranstalter auftreten. Eine heftige Expressionismusdebatte zwischen den unterschiedlichen Strömungen der NSDAP war die Folge.
Schreiber war Schriftleiter der Zeitschrift Kunst der Nation, 1934 wurde er abgesetzt und die Zeitschrift 1935 eingestellt. Nach seiner Entlassung bei der Kunst der Nation arbeitete Schreiber für die Organisation Kraft durch Freude.
In den folgenden Jahren organisierte er über 2.000 so genannte „Fabrikausstellungen“, in denen gemäßigt expressionistische Kunst trotz des Verdikts durch die NS-Kulturpolitik unter dem Schutz „Betriebsgeheimnis“, gezeigt werden konnte. Nahezu gleichzeitig war eines seiner Werke bei der Ausstellung „Entartete Kunst“ 1937 in München zu sehen; an den Großen Deutschen Kunstausstellungen war Schreiber hingegen nicht beteiligt. Den inzwischen als „entartet“ verfemten Emil Nolde unterstützte er durch Materialspenden.
Schreiber vertrat einen farblich zurückhaltenden Expressionismus wie etwa auch Max Kaus, der nach 1945 durchaus erfolgreich war. Aber er hielt sich nach 1945 von der Kunstszene fern und lebte zurückgezogen.

### Nach dem Krieg
Nach dem Krieg zog er mit seiner Familie nach Westfalen und war in Vreden als Schriftsteller, Maler und Kunsterzieher tätig, ehe er sich 1954 als freischaffender Künstler in Dormagen niederließ. Seine künstlerische Arbeit ist durch Material- und Ausdrucksvielfalt gekennzeichnet. Neben Aquarellen, Gouachen und Ölgemälden entwickelte er einen eigenwilligen Formenreichtum in der Konzeption von Glasfenstern für Sakralbauten und Bildungseinrichtungen. Eine der größten Fensterflächen entwarf er als Auftragsarbeit künstlerisch für das 1964 gegründete Städtische Gymnasium in Dormagen (heute: Bettina-von-Arnim-Gymnasium), für dessen Aula er eine Glasfläche von etwa 20 × 6 Metern gestaltete, in der 10 Musen-Darstellungen an die Inspirationskräfte erinnern, die sowohl in Architektur und Bildhauerei wie auch in Musik und Tanz, so auch in Drama, Poetik und Lyrik wirken. 6 der 10 Fenster wurden bei Restaurierungsarbeiten 2018 zerstört. In der künstlerischen Formensprache Schreibers lässt sich zunehmend eine Wechselwirkung und Annäherung zwischen seinen Ölbildern und Glasarbeiten beobachten. Das Kreismuseum Zons widmete ihm 1978 eine noch vor seinem überraschenden Tod geplante Ausstellung. Eine weitere umfangreiche Ausstellung der Arbeiten Schreibers wurde anlässlich der Neupräsentation der vier geretteten und restaurierten Musenfenster im Kulturhaus Dormagen im Mai/Juni 2019 ausgerichtet.
Der Kulturjournalist Mathias Schreiber war der Sohn von Otto Andreas Schreiber. Er schrieb über seinen Vater einen Essay in der 2015 von Wienand verlegten Werkmonographie sowie das postum erschienene Buch „Maler und Sohn“.